# ای‌بی‌سی موتورز
ای‌بی‌سی موتورز (انگلیسی: ABC Motors) شرکت مهندسی بریتانیایی بود، که در سال ۱۹۱۲ تأسیس شد و در سال ۱۹۵۱ در پی ادغام در شرکت ویکرز، منحل گردید.